# Caixas
Caixas [kaʃas]  est une commune française située dans l'est du département des Pyrénées-Orientales, en région Occitanie. Sur le plan historique et culturel, la commune est dans la région des Aspres, un territoire roussillonnais compris entre les sillons de la Têt au nord et du Tech au sud et qui tire son nom de la nature aride de ses sols.
Exposée à un climat océanique altéré, elle est drainée par la Canterrane, le Boulès, la Comelade, le Gimeneill, le ruisseau de Fontcouverte et par deux autres cours d'eau. La commune possède un patrimoine naturel remarquable composé de deux zones naturelles d'intérêt écologique, faunistique et floristique.
Caixas est une commune rurale qui compte 131 habitants en 2022, après avoir connu un pic de population de 472 habitants en 1836.  Elle fait partie de l'aire d'attraction de Perpignan. Ses habitants sont appelés les cachanencs et cachanenques en français ou queixanenc, queixanenca en catalan.

## Géographie

### Localisation
La commune de Caixas se trouve dans le département des Pyrénées-Orientales, en région Occitanie.
Elle se situe à 22 km à vol d'oiseau de Perpignan, préfecture du département, à 12 km de Céret, sous-préfecture, et à 8 km de Thuir, bureau centralisateur du canton des Aspres dont dépend la commune depuis 2015 pour les élections départementales.
La commune fait en outre partie du bassin de vie d'Ille-sur-Têt.
Les communes les plus proches sont : 
Montauriol (3,5 km), Calmeilles (3,5 km), Castelnou (4,4 km), Oms (4,5 km), Prunet-et-Belpuig (5,3 km), Boule-d'Amont (5,7 km), Llauro (6,2 km), Tordères (6,2 km).
Sur le plan historique et culturel, Caixas fait partie de la région des Aspres. Compris entre les sillons de la Têt au nord et du Tech au sud, ce territoire roussillonnais tire son nom de la nature aride de ses sols.

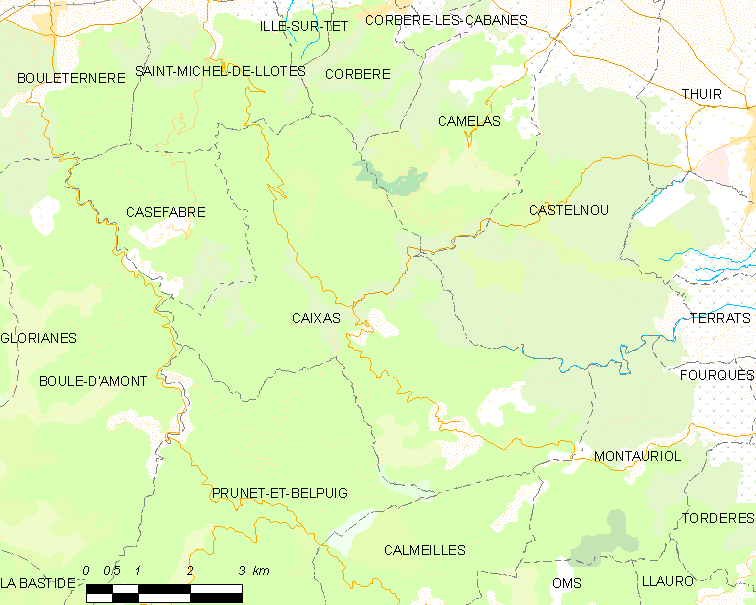
Situation de la commune.

| Saint-Michel-de-Llotes   | Corbère    | Camélas    |
| Casefabre, Boule-d'Amont | Caixas     | Castelnou  |
| Prunet-et-Belpuig        | Calmeilles | Montauriol |

### Géologie et relief

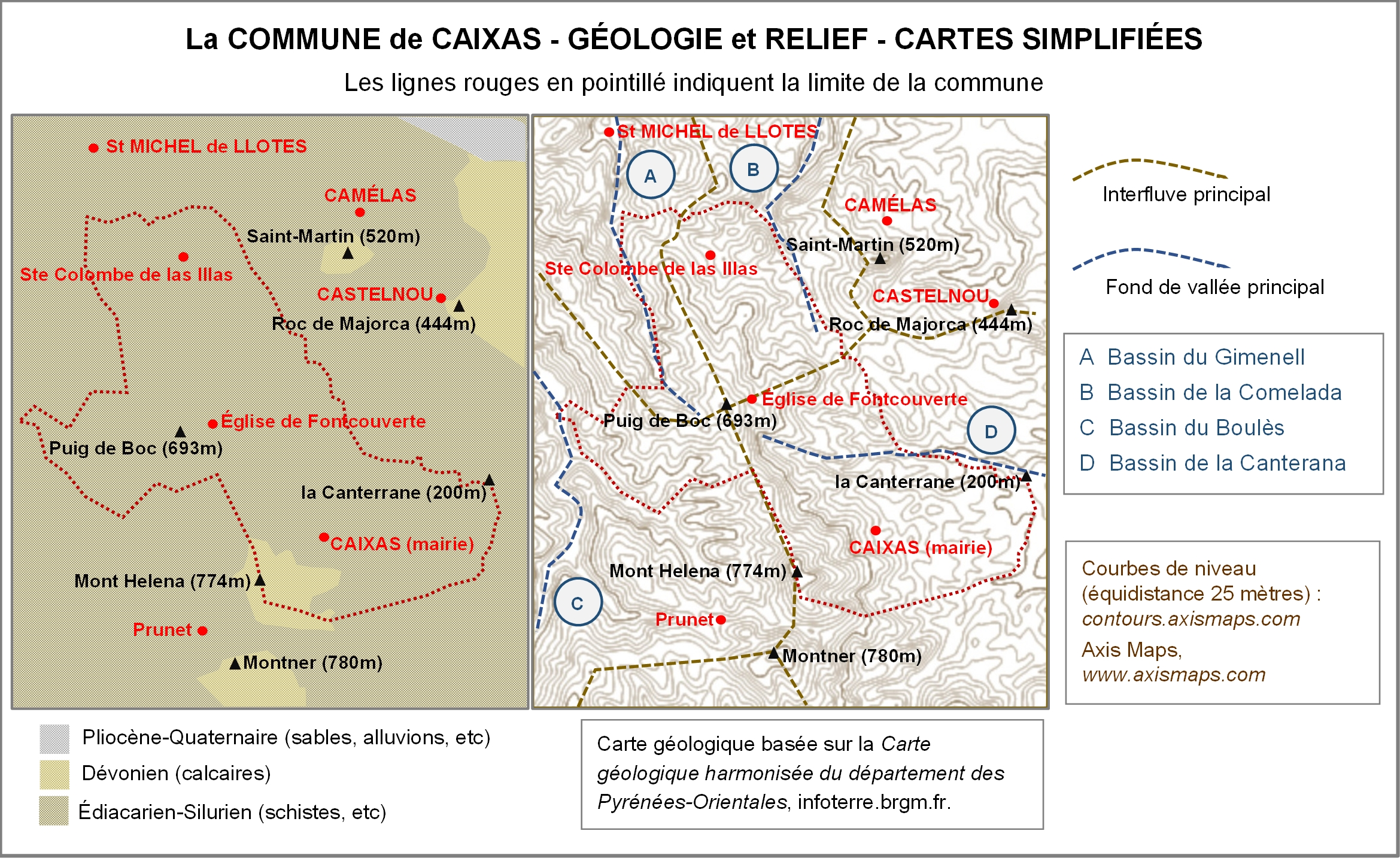

Commune des Aspres, Caixas repose sur des roches dures et anciennes datant d'environ 550 millions d'années à environ 350 millions d'années (c'est-à-dire des périodes géologiques de l'Édiacarien, du Cambrien, de l'Ordovicien, du Silurien et du Dévonien),,.
Pour la plupart ces couches anciennes ont été déposées sous forme de sédiments dans des environnements marins parfois profonds et parfois peu profonds. Puis, à partir d'il y a environ 350 millions d'années, toutes ces formations ont été comprimées entre deux continents convergents, au cours de l'orogenèse hercynienne (ou varsique). Pendant cette période de formation d'une chaîne de montagnes, les couches ont été durcies et fortement déformées par des plissements et des failles. Elles ont également été soumises au métamorphisme, donnant un aspect schisteux à plusieurs de ces formations.
Ces roches anciennes comprenaient, entre autres, des pélites (roches sédimentaires à grain fin métamorphosées), des marbres et des dolomies, des conglomérats et des quartzites. Ces roches sous-tendent aujourd'hui une grande partie de la commune.
Environ 200 millions d'années plus tard, à partir d'environ 65 millions d'années (Éocène), le bloc hercynien des Aspres s'est retrouvé dans la partie centrale d'une autre zone de construction de montagnes. C'était à l'époque où la plaque tectonique ibérique convergeait avec la plaque eurasienne au nord, provoquant ainsi l'émergence de la chaîne de montagnes pyrénéenne.

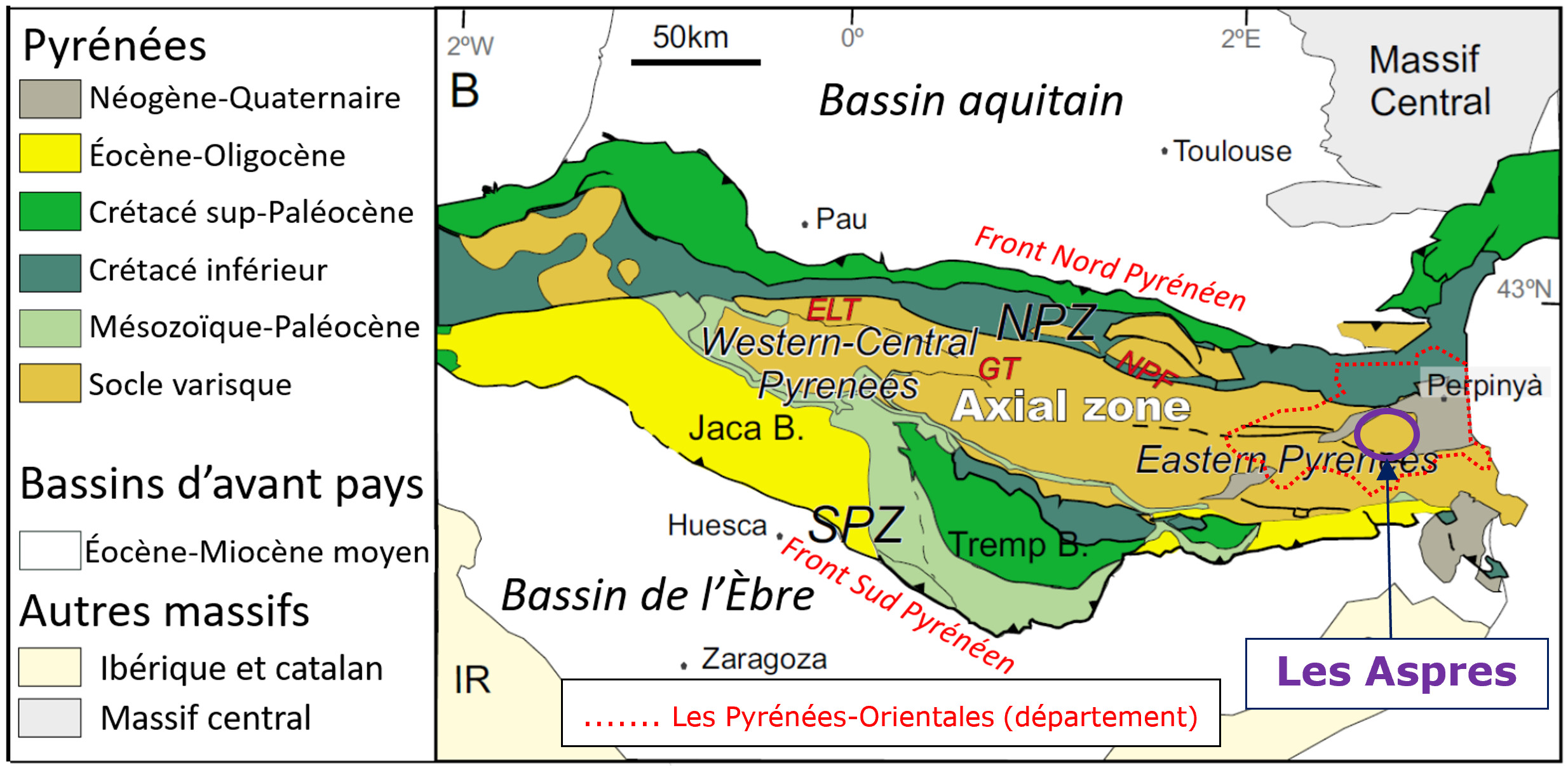
Localisation des Aspres sur une carte géologique simplifiée des Pyrénées.

Les Pyrénées s'étendaient initialement plus à l'est, dans ce qui est aujourd'hui la Provence. Mais, à partir d'environ 30 millions d'années (à l'Oligocène), un processus d'expansion et de subsidence a commencé à l'est des Aspres. Cela a entraîné la formation du bassin du Roussillon et du golfe du Lion. Les Aspres, et en particulier la zone occupée aujourd'hui par la commune de Caixas, se trouvent ainsi à l'extrémité orientale de la "zone axiale" des Pyrénées.
Parmi les caractéristiques géologiques notables de la commune de Caixas, on peut citer les suivantes :
1 - Le mont Helena, qui est situé dans la partie sud de la commune et qui marque la limite entre les communes de Caixas et Prunet-et-Belpuig. Il culmine à  774 m d'altitude. Le plateau sommital est un affleurement de calcaires et de marbres du Dévonien moyen et inférieur, situé au-dessus de pentes taillées dans des schistes de l'Ordovicien. En mai 1981, dans une fissure karstique du mont Helena fut découvert un gisement pliocène. Les fouilles ont exhumé quinze espèces de rongeurs, dont Occitanomys montheleni, nommée d'après ce site.
2 - Affleurements de "porphyrite des Aspres" (par exemple, encore près de Mont Helena). Cette lave ordovicienne (ryholite et rhyodacite) a été datée d'environ 450 millions d'années.,
,
A quelques encablures en contrebas et à l'est de l'église de Fontcouverte, près du Mas Vicenç, se trouve une ancienne petite mine. Elle a été exploitée au début du XXe siècle pour le plomb et le cuivre,. Il y a aussi des indices d'or dans "la zone de la chapelle Saint-Pons" ("Sant Ponç"), à un peu plus d'un kilomètre à l'ouest de l'église de Fontcouverte, une des trois "zones de minéralisations filoniennes sulfo-arséniées aurifères" des Aspres,.
La commune est classée en zone de sismicité 3, correspondant à une sismicité modérée,.
La superficie de la commune est de 2 811 hectares. L'altitude varie entre 199 mètres (dans le bassin de la Canterrane) et 774 mètres (sommet du mont Helena).
Le relief est partout vallonné, et abrupt par endroits; mais à une altitude assez modeste (inférieure à 780 mètres). La topographie est typique des Aspres, c'est-à-dire un pays de collines avec des réseaux de vallées assez denses, profondément incisés.

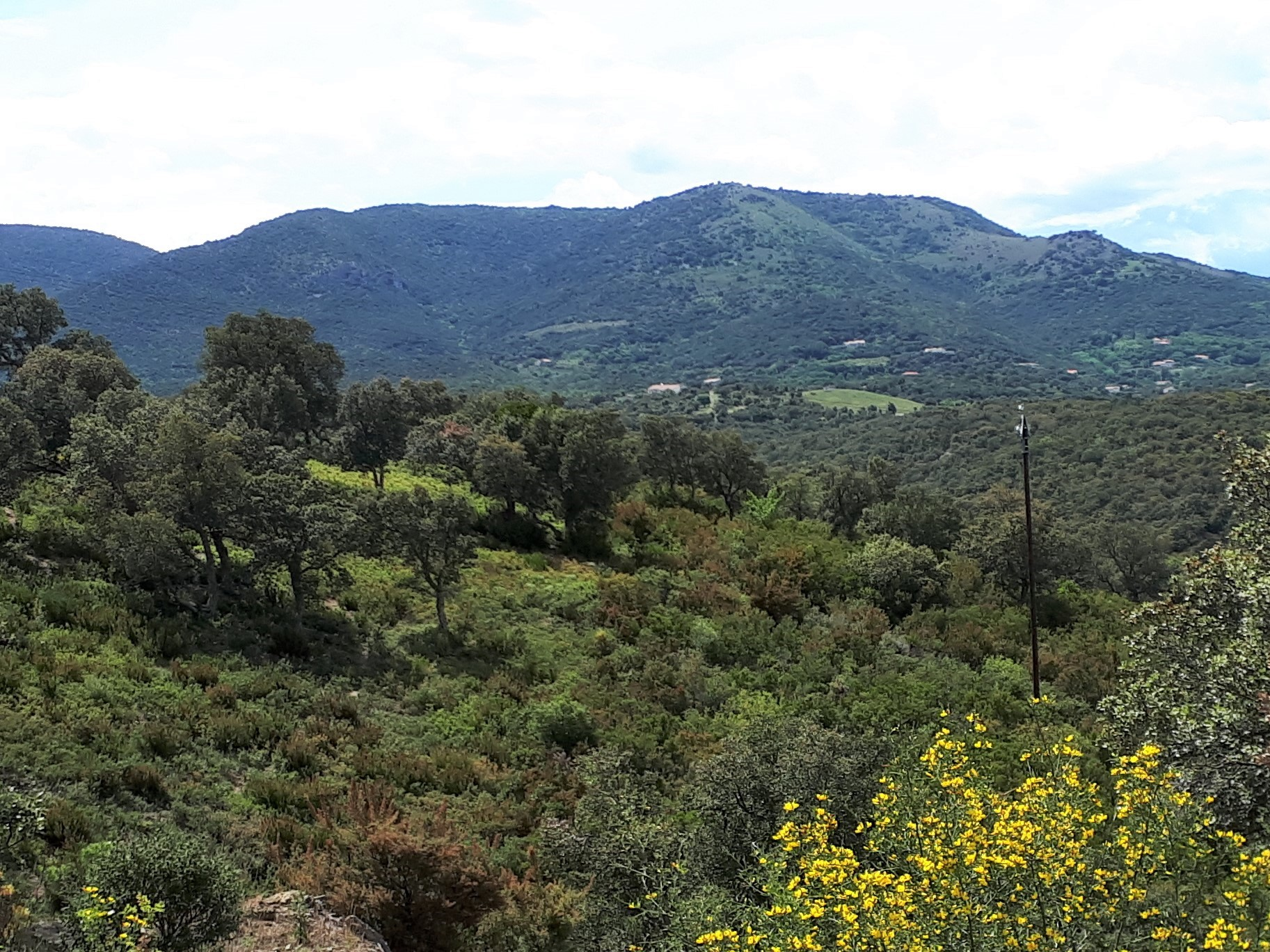
Vue du mont Helena depuis l'est.

Le mont Helena est l'élément de relief le plus impressionnant de la commune. Il est marqué par des pentes raides sur tous les côtés.

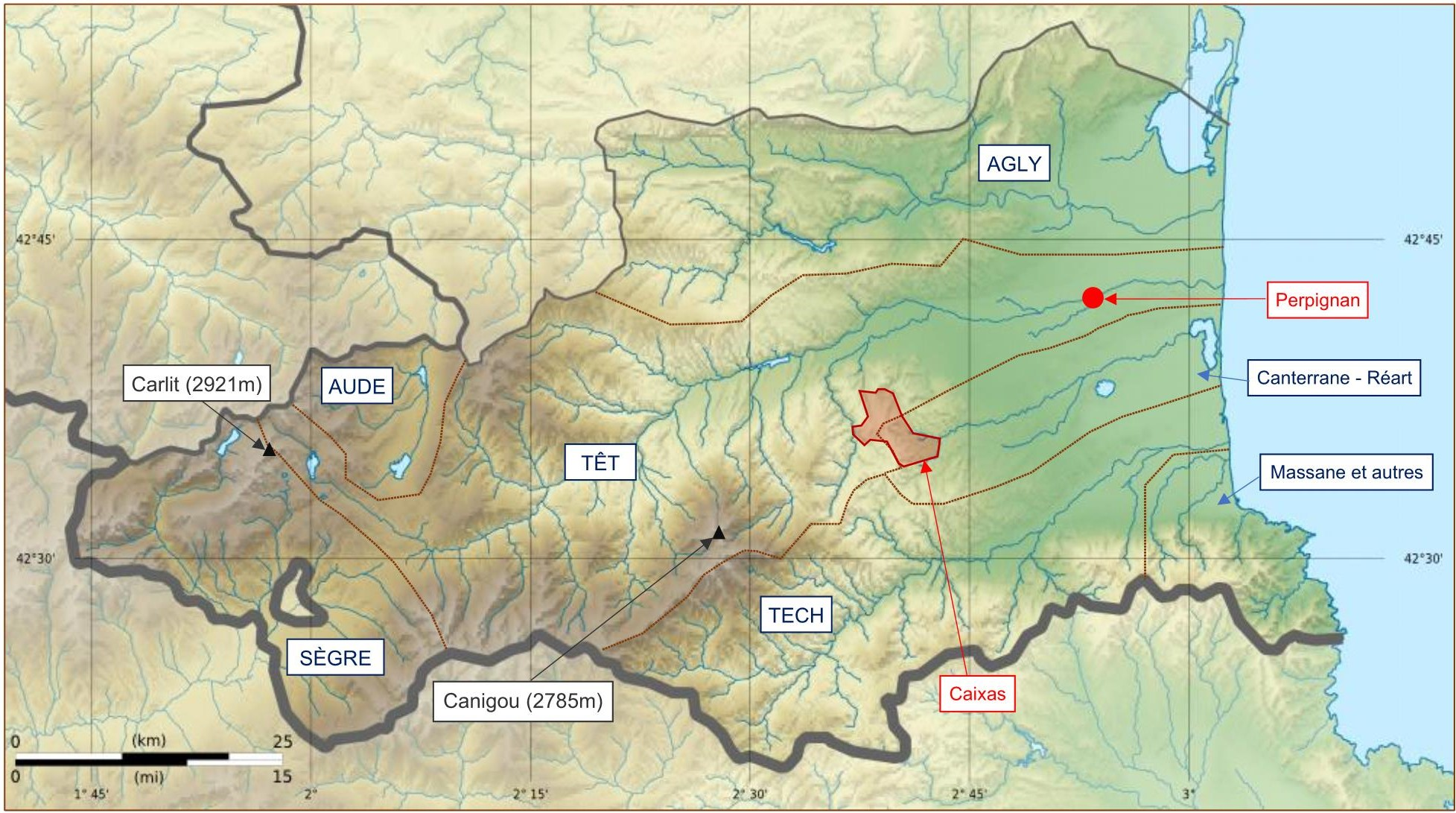
Caixas sur une carte topographique des Pyrénées-Orientales.

Mais le puig de Boc (693 mètres) est l'élément central du relief de la commune. À partir de ce point, le terrain s'abaisse vers l'ouest (vers le bassin versant du Boulès), le nord-ouest (vers le bassin versant du Gimenell), le nord-est (vers le bassin versant de la Comelada) et l'est (vers le bassin versant de la Canterrane).
Les trois premiers bassins portent des affluents de la Têt, au nord. Le quatrième porte un ruisseau qui se jette dans la plaine du Roussillon. La plaine se trouve à seulement deux kilomètres à l'est du point le plus bas de la commune, dans la vallée de la Canterrane.

### Climat
Pour des articles plus généraux, voir Climat de l'Occitanie et Climat des Pyrénées-Orientales.
En 2010, le climat de la commune est de type climat du Bassin du Sud-Ouest, selon une étude du CNRS s'appuyant sur une série de données couvrant la période 1971-2000. En 2020, Météo-France publie une typologie des climats de la France métropolitaine dans laquelle la commune est exposée à un climat méditerranéen et est dans la région climatique Pyrénées orientales, caractérisée par une faible pluviométrie, un très bon ensoleillement (2 600 h/an), un air sec, particulièrement en hiver et peu de brouillards.
Pour la période 1971-2000, la température annuelle moyenne est de 13,7 °C, avec une amplitude thermique annuelle de 14,9 °C. Le cumul annuel moyen de précipitations est de 783 mm, avec 5,7 jours de précipitations en janvier et 3,9 jours en juillet. Pour la période 1991-2020, la température moyenne annuelle observée sur la station météorologique installée sur la commune est de 15,5 °C et le cumul annuel moyen de précipitations est de 729,7 mm,. Pour l'avenir, les paramètres climatiques de la commune estimés pour 2050 selon différents scénarios d’émission de gaz à effet de serre sont consultables sur un site dédié publié par Météo-France en novembre 2022.
| Mois                                  | jan.          | fév.          | mars          | avril         | mai          | juin          | jui.          | août          | sep.          | oct.          | nov.          | déc.          | année     |
| ------------------------------------- | ------------- | ------------- | ------------- | ------------- | ------------ | ------------- | ------------- | ------------- | ------------- | ------------- | ------------- | ------------- | --------- |
| Température minimale moyenne (°C)     | 5             | 4,6           | 7,2           | 9,3           | 12,4         | 16,1          | 18,6          | 18,8          | 15,9          | 12,4          | 8,4           | 5,9           | 11,2      |
| Température moyenne (°C)              | 8,6           | 8,6           | 11,3          | 13,8          | 16,9         | 20,9          | 23,8          | 23,9          | 20,6          | 16,5          | 11,8          | 9,5           | 15,5      |
| Température maximale moyenne (°C)     | 12,2          | 12,6          | 15,5          | 18,3          | 21,4         | 25,8          | 28,9          | 29,1          | 25,2          | 20,6          | 15,3          | 13            | 19,8      |
| Record de froid (°C) date du record   | −4,2 18.01.17 | −7,7 12.02.12 | −1 01.03.23   | −0,1 02.04.22 | 4,2 01.05.16 | 7,8 12.06.19  | 12,3 08.07.14 | 11,9 10.08.17 | 6,5 27.09.10  | 3,6 28.10.12  | −1,1 29.11.13 | −2,5 18.12.10 | −7,7 2012 |
| Record de chaleur (°C) date du record | 22,8 07.01.13 | 23,7 03.02.20 | 25,9 17.03.14 | 31,5 08.04.11 | 33 20.05.22  | 41,7 28.06.19 | 38,2 15.07.22 | 38,8 23.08.23 | 35,3 04.09.16 | 31,9 23.10.22 | 24,5 15.11.15 | 22,9 16.12.15 | 41,7 2019 |
| Précipitations (mm)                   | 57,9          | 37,9          | 101,4         | 92,2          | 44,9         | 52            | 27,3          | 37,4          | 47,4          | 102,3         | 109,1         | 19,9          | 729,7     |

### Milieux naturels et biodiversité
L’inventaire des zones naturelles d'intérêt écologique, faunistique et floristique (ZNIEFF) a pour objectif de réaliser une couverture des zones les plus intéressantes sur le plan écologique, essentiellement dans la perspective d’améliorer la connaissance du patrimoine naturel national et de fournir aux différents décideurs un outil d’aide à la prise en compte de l’environnement dans l’aménagement du territoire.
Une ZNIEFF de type 1 est recensée sur la commune :
les « massifs du Mont Hélène et du Montner » (327 ha), couvrant 3 communes du département et une ZNIEFF de type 2, : 
le « massif des Aspres » (28 819 ha), couvrant 37 communes du département.

Carte des ZNIEFF de type 1 et 2 à Caixas.
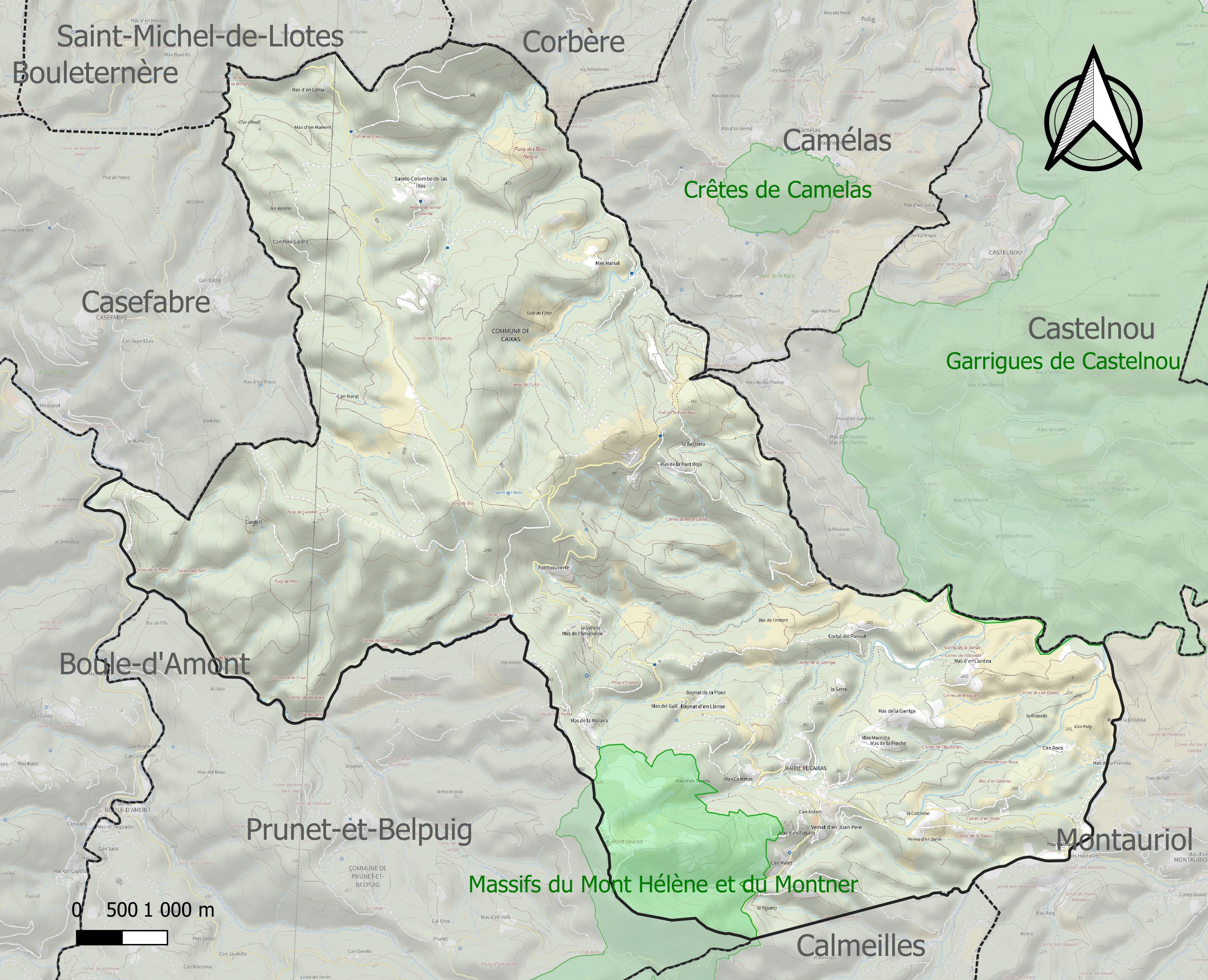
Carte de la ZNIEFF de type 1 sur la commune.
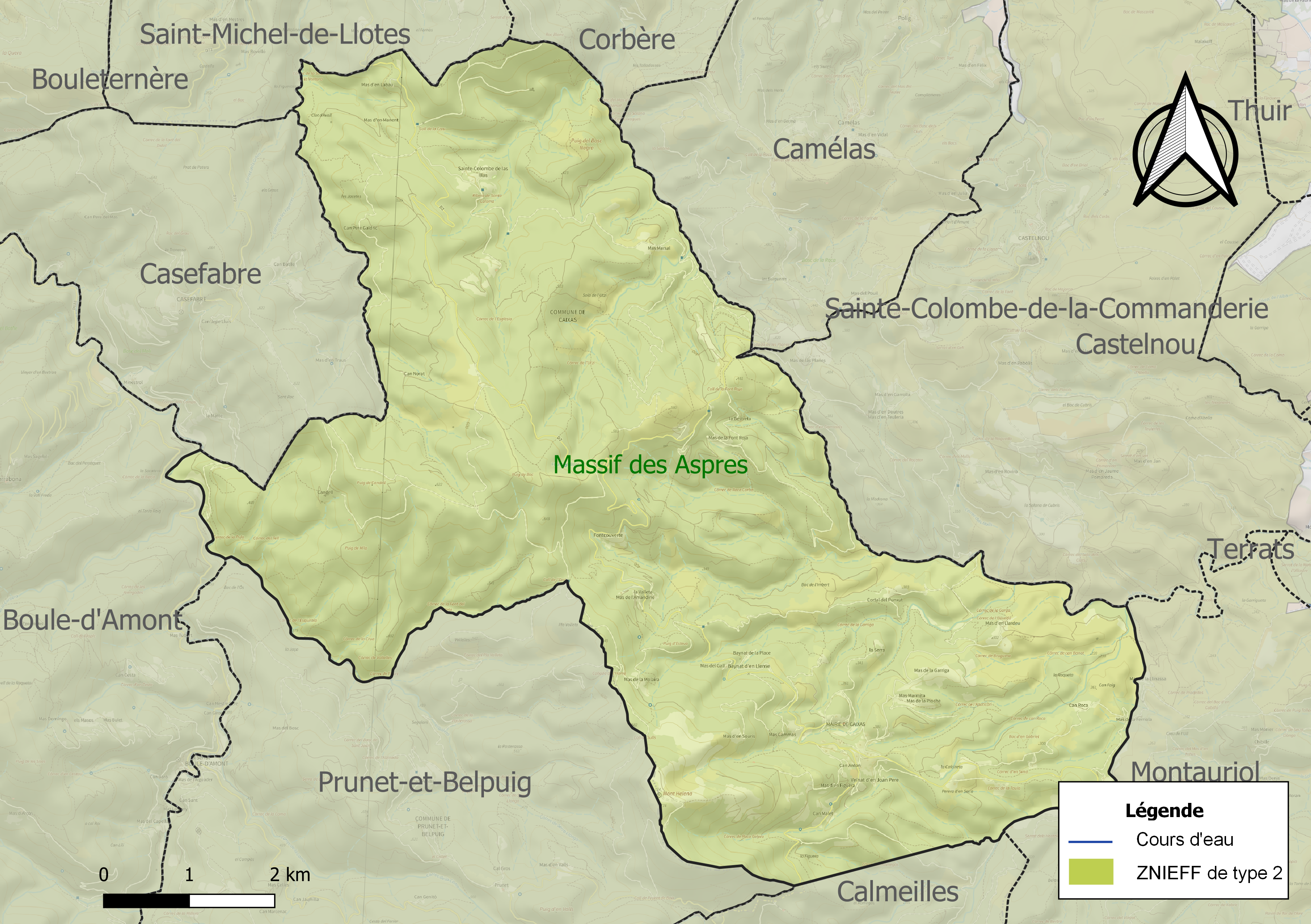
Carte de la ZNIEFF de type 2 sur la commune.

## Urbanisme

### Typologie
Au 1er janvier 2024, Caixas est catégorisée commune rurale à habitat très dispersé, selon la nouvelle grille communale de densité à sept niveaux définie par l'Insee en 2022.
Elle est située hors unité urbaine. Par ailleurs la commune fait partie de l'aire d'attraction de Perpignan, dont elle est une commune de la couronne,. Cette aire, qui regroupe 118 communes, est catégorisée dans les aires de 200 000 à moins de 700 000 habitants,.

### Occupation des sols
L'occupation des sols de la commune, telle qu'elle ressort de la base de données européenne d’occupation biophysique des sols Corine Land Cover (CLC), est marquée par l'importance des forêts et milieux semi-naturels (94,6 % en 2018), en diminution par rapport à 1990 (96,7 %). La répartition détaillée en 2018 est la suivante : 
forêts (70,7 %), milieux à végétation arbustive et/ou herbacée (23,9 %), zones agricoles hétérogènes (5,4 %). L'évolution de l’occupation des sols de la commune et de ses infrastructures peut être observée sur les différentes représentations cartographiques du territoire : la carte de Cassini (XVIIIe siècle), la carte d'état-major (1820-1866) et les cartes ou photos aériennes de l'IGN pour la période actuelle (1950 à aujourd'hui).

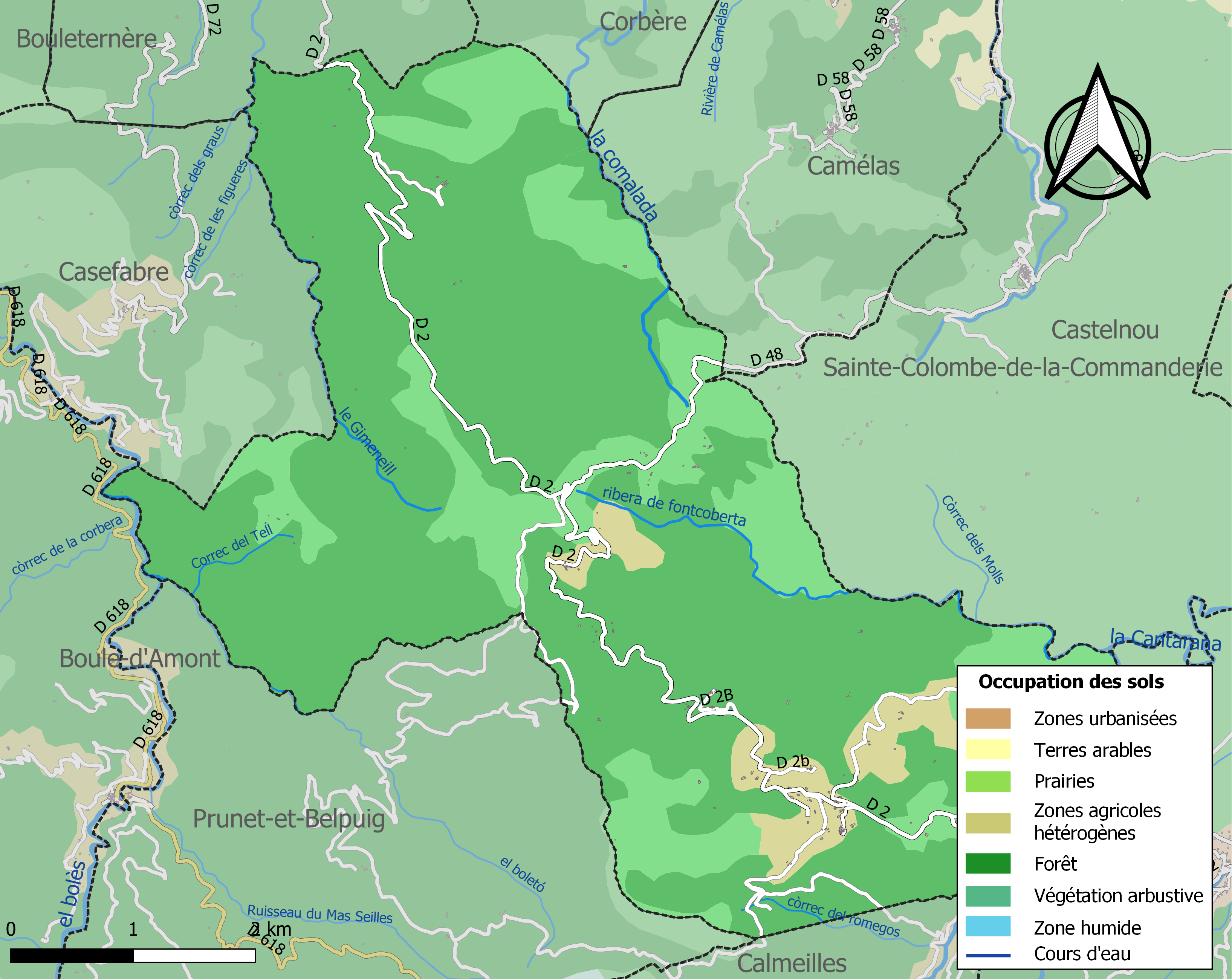
Carte des infrastructures et de l'occupation des sols de la commune en 2018 (CLC).

### Risques majeurs
Le territoire de la commune de Caixas est vulnérable à différents aléas naturels : inondations, climatiques (grand froid ou canicule), feux de forêts, mouvements de terrains et séisme (sismicité modérée). Il est également exposé à un risque particulier, le risque radon,.

#### Risques naturels
Certaines parties du territoire communal sont susceptibles d’être affectées par le risque d’inondation par crue torrentielle de cours d'eau du bassin de la Têt.
Les mouvements de terrains susceptibles de se produire sur la commune sont soit des mouvements liés au retrait-gonflement des argiles, soit des glissements de terrains, soit des chutes de blocs. Une cartographie nationale de l'aléa retrait-gonflement des argiles permet de connaître les sols argileux ou marneux susceptibles vis-à-vis de ce phénomène.

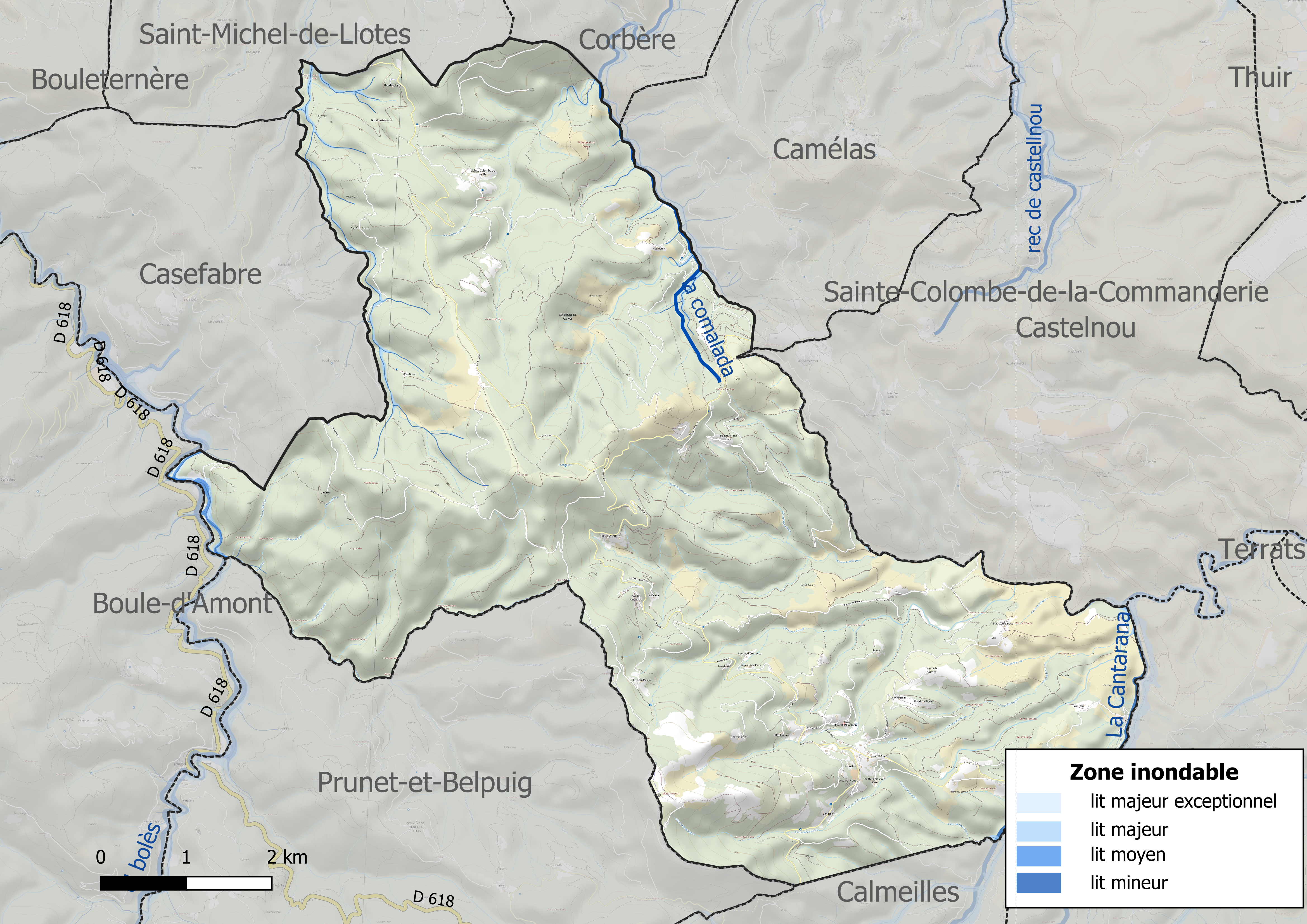
Carte des zones inondables.
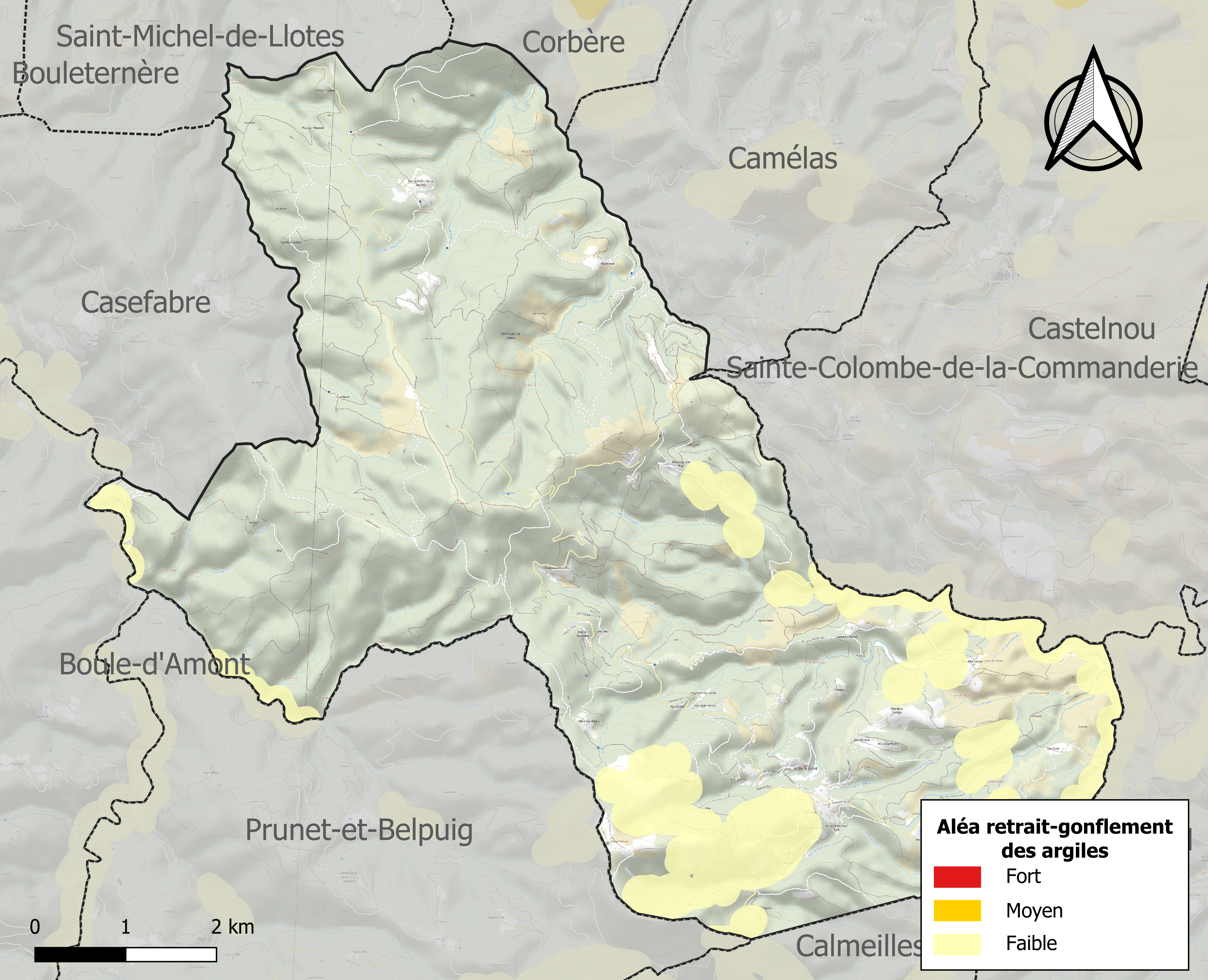
Carte des zones d'aléa retrait-gonflement des argiles.

#### Risque particulier
Dans plusieurs parties du territoire national, le radon, accumulé dans certains logements ou autres locaux, peut constituer une source significative d’exposition de la population aux rayonnements ionisants. Toutes les communes du département sont concernées par le risque radon à un niveau plus ou moins élevé. Selon la classification de 2018, la commune de Caixas est classée en zone 3, à savoir zone à potentiel radon significatif.

## Toponymie
En catalan, le nom de la commune est Queixàs (prononcé Quechass) ou Caixàs.
Les anciennes formes du nom sont Chexanos (942), Kexanos (1020), et Quaxas (1271).

## Histoire
Le territoire de Caixas incluait jadis trois paroisses : Saint-Cucufat de Caixas, Sainte-Colombe de Las Illas et Sainte-Marie de Fontcouverte.

## Politique et administration

### Canton
Dès 1790, la commune de Caixas est incluse dans le canton de Thuir, qu'elle ne quitte plus par la suite.
À compter des élections départementales de 2015, la commune est incluse dans le nouveau canton des Aspres.

### Administration municipale

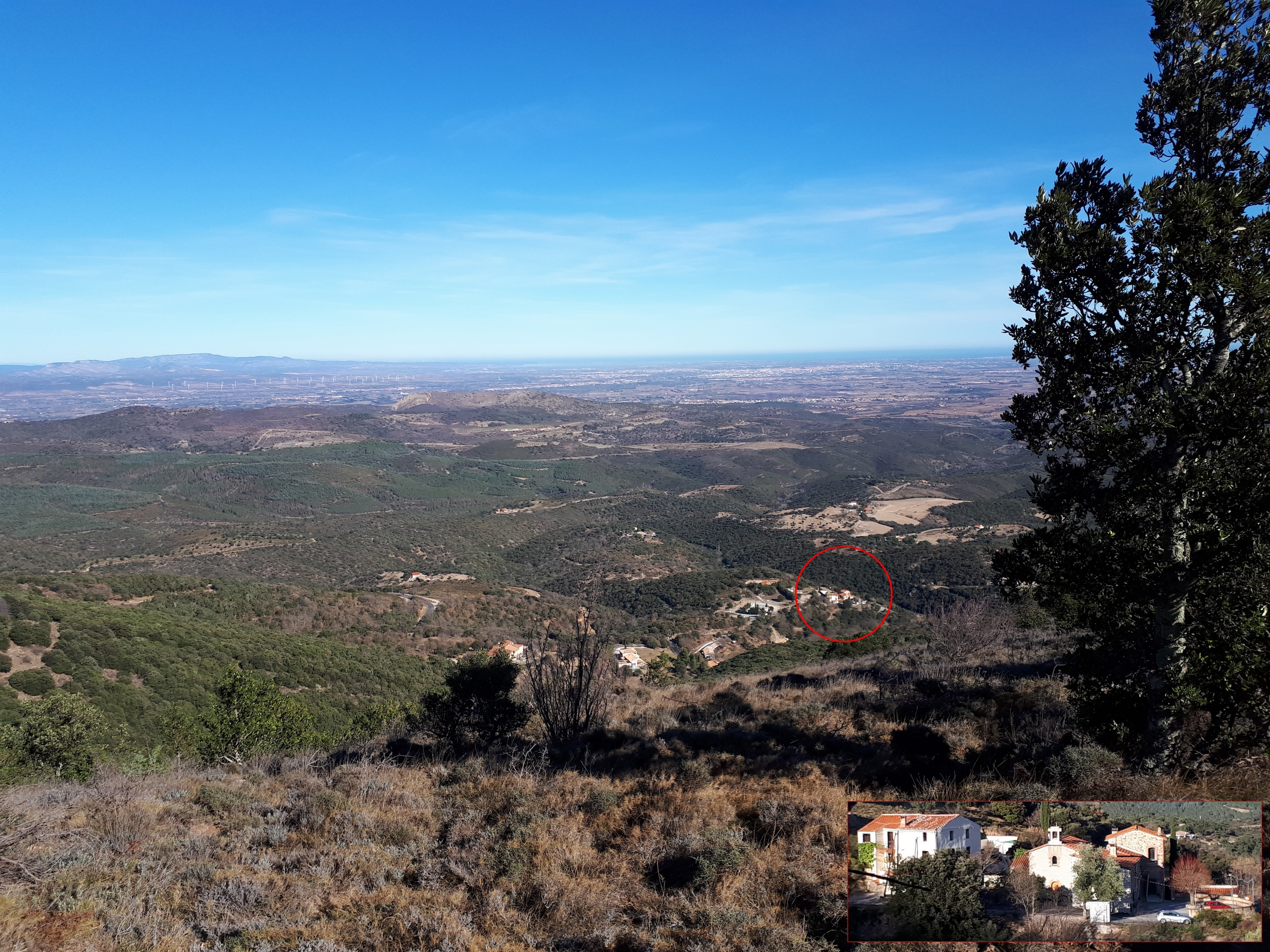
La mairie de Caixas, depuis le versant est de Mont Helena.

### Liste des maires
| Période   | Période              | Identité        | Étiquette | Qualité       |
| --------- | -------------------- | --------------- | --------- | ------------- |
|           |                      | Jean Doutres    |           |               |
| juin 1995 | mars 2001            | Francis Ausseil | PCF       |               |
| mars 2001 | 26 juin 2018 (décès) | Alain Doutres,  | DVG       |               |
| 2018      | En cours             | Francis Ausseil |           | Réélu en 2020 |

## Population et société

### Démographie ancienne
La population est exprimée en nombre de feux (f) ou d'habitants (H).
| 1730 | 1767  | 1774 | 1789 |
| ---- | ----- | ---- | ---- |
| 35 f | 316 H | 35 f | 69 f |

Note : 1720 : comptée avec Prunet.

### Démographie contemporaine
L'évolution du nombre d'habitants est connue à travers les recensements de la population effectués dans la commune depuis 1793. Pour les communes de moins de 10 000 habitants, une enquête de recensement portant sur toute la population est réalisée tous les cinq ans, les populations de référence des années intermédiaires étant quant à elles estimées par interpolation ou extrapolation. Pour la commune, le premier recensement exhaustif entrant dans le cadre du nouveau dispositif a été réalisé en 2004.

En 2022, la commune comptait 131 habitants, en évolution de −10,27 % par rapport à 2016 (Pyrénées-Orientales : +3,92 %, France hors Mayotte : +2,11 %).
| 1793 | 1800 | 1806 | 1821 | 1831 | 1836 | 1841 | 1846 | 1851 |
| ---- | ---- | ---- | ---- | ---- | ---- | ---- | ---- | ---- |
| 310  | 314  | 314  | 377  | 421  | 472  | 434  | 440  | 405  |

| 1856 | 1861 | 1866 | 1872 | 1876 | 1881 | 1886 | 1891 | 1896 |
| ---- | ---- | ---- | ---- | ---- | ---- | ---- | ---- | ---- |
| 409  | 378  | 385  | 344  | 347  | 315  | 305  | 335  | 319  |

| 1901 | 1906 | 1911 | 1921 | 1926 | 1931 | 1936 | 1946 | 1954 |
| ---- | ---- | ---- | ---- | ---- | ---- | ---- | ---- | ---- |
| 320  | 292  | 276  | 233  | 186  | 155  | 130  | 107  | 91   |

| 1962 | 1968 | 1975 | 1982 | 1990 | 1999 | 2004 | 2006 | 2009 |
| ---- | ---- | ---- | ---- | ---- | ---- | ---- | ---- | ---- |
| 72   | 67   | 58   | 61   | 84   | 95   | 101  | 103  | 129  |

| 2014 | 2019 | 2022 | - | - | - | - | - | - |
| ---- | ---- | ---- | - | - | - | - | - | - |
| 142  | 134  | 131  | - | - | - | - | - | - |

| selon la population municipale des années : | 1968 | 1975 | 1982 | 1990 | 1999 | 2006 | 2009 | 2013 |
| Rang de la commune dans le département      | 171  | 198  | 176  | 177  | 179  | 176  | 166  | 166  |
| Nombre de communes du département           | 232  | 217  | 220  | 225  | 226  | 226  | 226  | 226  |

### Enseignement
Il n'y a plus d'école à Caixas. La commune est actuellement rattachée au regroupement pédagogique intercommunal de Llauro, Tordères, Caixas et Montauriol. Les écoles sont situées à Llauro et Tordères et accueillent 12 élèves originaires de Caixas en 2015.
En 1882, l'instituteur de l'école de Caixas, monsieur Bataille, se distingue en étant le premier enseignant du département à emmener ses élèves en promenade scolaire, sans doute dans la campagne des environs.

### Manifestations culturelles et festivités
- Fête patronale et communale : dernier dimanche de juillet[48].

## Économie

### Emploi
|                | 2008   | 2013   | 2018   |
| -------------- | ------ | ------ | ------ |
| Commune        | 13,6 % | 5,3 %  | 14,3 % |
| Département    | 10,3 % | 12,9 % | 13,3 % |
| France entière | 8,3 %  | 10 %   | 10 %   |

En 2018, la population âgée de 15 à 64 ans s'élève à 72 personnes, parmi lesquelles on compte 62,9 % d'actifs (48,6 % ayant un emploi et 14,3 % de chômeurs) et 37,1 % d'inactifs,. Depuis 2008, le taux de chômage communal (au sens du recensement) des 15-64 ans est supérieur à celui de la France et du département.
La commune fait partie de la couronne de l'aire d'attraction de Perpignan, du fait qu'au moins 15 % des actifs travaillent dans le pôle,. Elle compte 14 emplois en 2018, contre 25 en 2013 et 24 en 2008. Le nombre d'actifs ayant un emploi résidant dans la commune est de 38, soit un indicateur de concentration d'emploi de 37,7 % et un taux d'activité parmi les 15 ans ou plus de 39,7 %.
Sur ces 38 actifs de 15 ans ou plus ayant un emploi, 12 travaillent dans la commune, soit 33 % des habitants. Pour se rendre au travail, 77,8 % des habitants utilisent un véhicule personnel ou de fonction à quatre roues, 16,7 % s'y rendent en deux-roues, à vélo ou à pied et 5,6 % n'ont pas besoin de transport (travail au domicile).

### Activités hors agriculture
12 établissements sont implantés  à Caixas au 31 décembre 2019.
Le secteur de l'industrie manufacturière, des industries extractives et autres est prépondérant sur la commune puisqu'il représente 33,3 % du nombre total d'établissements de la commune (4 sur les 12 entreprises implantées  à Caixas), contre 8,7 % au niveau départemental.

### Agriculture
|               | 1988 | 2000 | 2010 | 2020 |
| ------------- | ---- | ---- | ---- | ---- |
| Exploitations | 13   | 10   | 6    | 5    |
| SAU (ha)      | 47   | 298  | 345  | 197  |

La commune est dans la « plaine du Roussillon », une petite région agricole occupant la bande côtière et une grande partie centrale du département des Pyrénées-Orientales. En 2020, l'orientation technico-économique de l'agriculture  sur la commune est la polyculture et/ou le polyélevage. Cinq exploitations agricoles ayant leur siège dans la commune sont dénombrées lors du recensement agricole de 2020 (13 en 1988). La superficie agricole utilisée est de 197 ha,,.

## Culture locale et patrimoine

### Monuments et lieux touristiques
- L'église Saint-Marc de Caixas.
- Au nord du village se dresse l'église Sainte-Marie de Fontcouverte, d'époque romane.
- L'église Sainte-Colombe-de-Las-Illas, autre église romane.
- L'église Saint-Pons de Candell.
- Église Saint-Jacques de Caixas.
- Église Saint-Julien du Vilar.
- Divers dolmens : L'Arca de la Font Roja, le dolmen de la Ramera I et le dolmen du Serrat d'en Jacques. Le dolmen de Cal Aussell de Dalt, attesté en 1950, a peut-être été détruit depuis.

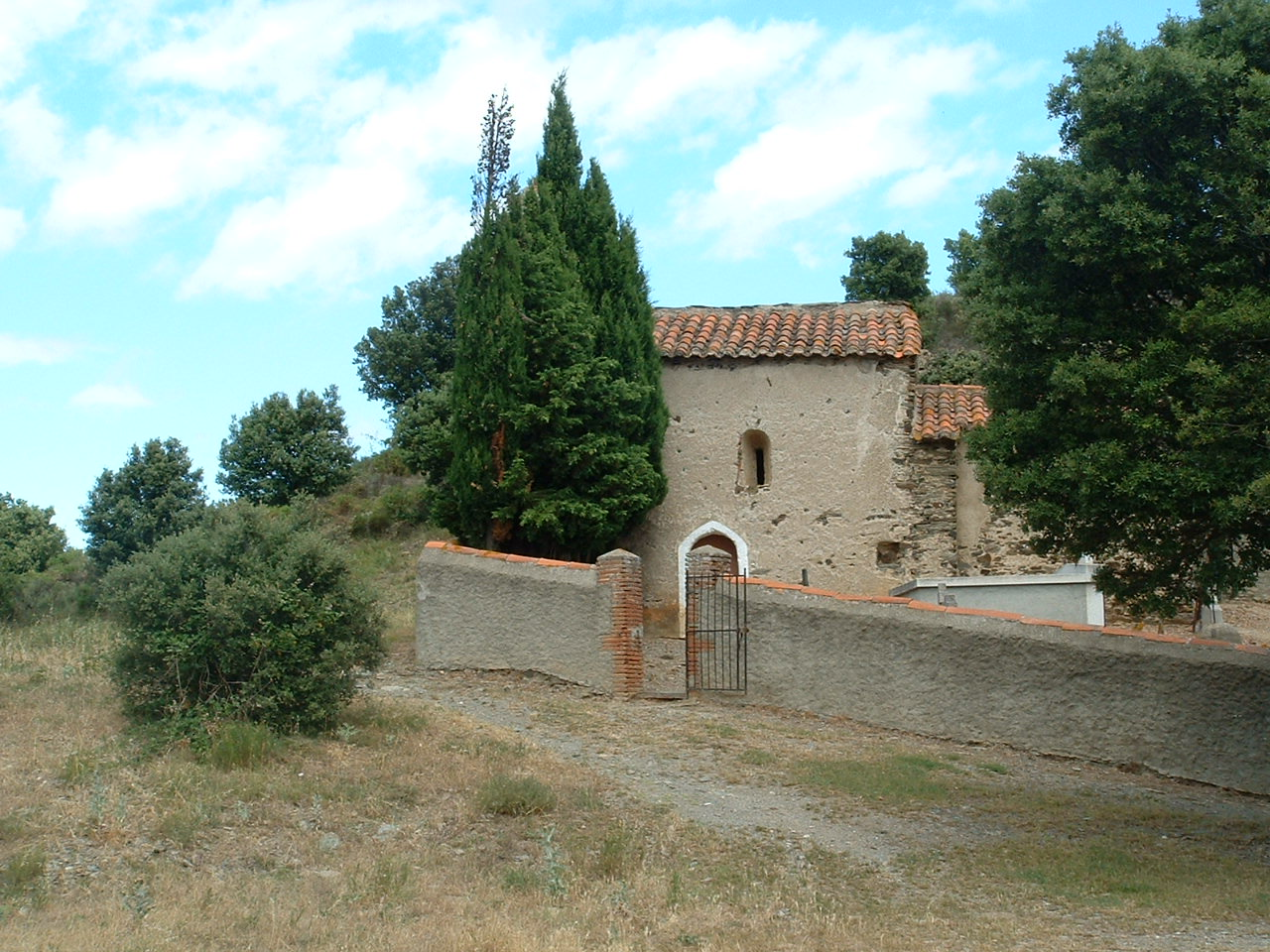
Église Sainte-Marie de Fontcouverte

### Personnalités liées à la commune
- Jérome Gil (1980-) : propriétaire terrien, né à Ambérieu-en-Bugey (01)